# Saison 2015 de Super Rugby
Navigation
Super 15 2014 Super Rugby 2016
La saison 2015 de Super 15 est la cinquième édition de la compétition de rugby à XV. Elle est disputée par quinze franchises, cinq d'Australie, cinq d'Afrique du Sud et cinq de Nouvelle-Zélande.
Le Super 15 se déroule en deux phases. La première consiste en une phase de championnat où les équipes sont réparties en trois conférences selon leur pays. Chacune des franchises rencontre toutes les autres équipes de sa conférence en matchs aller-retour. En outre, elle rencontre une fois huit des dix franchises qui composent les deux autres conférences, elle reçoit quatre fois et se déplace également quatre fois. Chaque franchise dispute donc seize matchs pendant la première phase. À la fin de cette première phase, les deux meilleurs leaders des trois conférences sont directement qualifiés pour les demi-finales. Le troisième leader ainsi que les trois autres meilleures franchises sont qualifiés pour les matchs de barrages. Les vainqueurs de ces matchs de barrage disputent les demi-finales.

## Franchises participantes
La compétition oppose quinze franchises issues d'Afrique du Sud, d'Australie et de Nouvelle-Zélande. Chaque franchise représente une aire géographique.
| Nom             | Pays             | Ville        | Stade                   | Entraîneur       | Capitaine           |
| --------------- | ---------------- | ------------ | ----------------------- | ---------------- | ------------------- |
| Blues           | Nouvelle-Zélande | Auckland     | Eden Park               | John Kirwan      | Luke Braid          |
| Brumbies        | Australie        | Canberra     | Canberra Stadium        | Stephen Larkham  | Ben Mowen           |
| Bulls           | Afrique du Sud   | Pretoria     | Loftus Versfeld         | Frans Ludeke     | Victor Matfield     |
| Cheetahs        | Afrique du Sud   | Bloemfontein | Free State Stadium      | Naka Drotske     | Francois Uys        |
| Chiefs          | Nouvelle-Zélande | Hamilton     | Waikato Stadium         | Dave Rennie      | Aaron Cruden        |
| Crusaders       | Nouvelle-Zélande | Christchurch | Rugby League Park       | Todd Blackadder  | Kieran Read         |
| Highlanders     | Nouvelle-Zélande | Dunedin      | Forsyth Barr Stadium    | Jamie Joseph     | Ben Smith           |
| Hurricanes      | Nouvelle-Zélande | Wellington   | Westpac Stadium         | Chris Boyd       | Conrad Smith        |
| Lions           | Afrique du Sud   | Johannesburg | Ellis Park Stadium      | Johan Ackermann  | Warren Whiteley     |
| Rebels          | Australie        | Melbourne    | AAMI Park               | Tony McGahan     | Scott Higginbotham  |
| NSW Waratahs    | Australie        | Sydney       | Sydney Football Stadium | Michael Cheika   | Dave Dennis         |
| Queensland Reds | Australie        | Brisbane     | Suncorp Stadium         | Richard Graham   | James Slipper       |
| Sharks          | Afrique du Sud   | Durban       | Kings Park Stadium      | Gary Gold        | Bismarck Du Plessis |
| Stormers        | Afrique du Sud   | Cape Town    | Newlands Stadium        | Allister Coetzee | Duane Vermeulen     |
| Western Force   | Australie        | Perth        | Perth Oval              | Michael Foley    | Matt Hodgson        |

## Résumé des résultats

### Classements de la phase régulière
| Rang | Franchise        | J  | V  | N | D  | Bo | Bd | Pm  | Pe  | Diff | Pts |
| ---- | ---------------- | -- | -- | - | -- | -- | -- | --- | --- | ---- | --- |
| 1    | Waratahs         | 16 | 11 | 0 | 5  | 5  | 3  | 409 | 313 | +96  | 52  |
| 2    | Brumbies         | 16 | 9  | 0 | 7  | 6  | 5  | 369 | 261 | +108 | 47  |
| 3    | Melbourne Rebels | 16 | 7  | 0 | 9  | 3  | 5  | 319 | 354 | -35  | 36  |
| 4    | Queensland Reds  | 16 | 4  | 0 | 12 | 3  | 2  | 247 | 434 | -187 | 22  |
| 5    | Western Force    | 16 | 3  | 0 | 13 | 1  | 6  | 245 | 384 | -139 | 19  |

| Rang | Franchise   | J  | V  | N | D  | Bo | Bd | Pm  | Pe  | Diff | Pts |
| ---- | ----------- | -- | -- | - | -- | -- | -- | --- | --- | ---- | --- |
| 1    | Hurricanes  | 16 | 14 | 0 | 2  | 9  | 1  | 458 | 288 | +170 | 66  |
| 2    | Highlanders | 16 | 11 | 0 | 5  | 6  | 3  | 450 | 333 | +117 | 53  |
| 3    | Chiefs      | 16 | 10 | 0 | 6  | 4  | 4  | 372 | 299 | +73  | 48  |
| 4    | Crusaders   | 16 | 9  | 0 | 7  | 7  | 2  | 481 | 337 | +144 | 46  |
| 5    | Blues       | 16 | 3  | 0 | 13 | 1  | 6  | 282 | 428 | -146 | 20  |

| Rang | Franchise | J  | V  | N | D  | Bo | Bd | Pm  | Pe  | Diff | Pts |
| ---- | --------- | -- | -- | - | -- | -- | -- | --- | --- | ---- | --- |
| 1    | Stormers  | 16 | 10 | 1 | 5  | 2  | 1  | 373 | 333 | +40  | 45  |
| 2    | Lions     | 16 | 9  | 1 | 6  | 2  | 2  | 342 | 369 | -27  | 42  |
| 3    | Bulls     | 16 | 7  | 0 | 9  | 4  | 6  | 397 | 388 | +9   | 38  |
| 4    | Sharks    | 16 | 7  | 0 | 9  | 3  | 3  | 338 | 401 | -63  | 34  |
| 5    | Cheetahs  | 16 | 5  | 0 | 11 | 3  | 3  | 357 | 531 | -174 | 26  |

### Phase finale
À la fin de cette première phase, les deux meilleurs leaders des conférences sont directement qualifiés pour la seconde phase à élimination directe. Le troisième leader ainsi que les trois franchises les mieux classées au général sont qualifiées pour les matchs de barrage. Les vainqueurs de ces matchs rencontrent en demi-finale les deux franchises directement qualifiées. À noter que le premier reçoit l'équipe la plus faible issue des barrages (la quatrième si la troisième gagne son match ou la sixième, si elle s'impose sur le terrain de l'équipe ayant finie troisième), le second recevant l'équipe restante. La finale se déroule sur le terrain de l'équipe la mieux classée de la première phase.
|  | Barrage                                          | Barrage                                          |                                                |                                                | Demi-finales                                       | Demi-finales                                       |  |  | Finale                                           | Finale                                           |
|  | Barrage                                          | Barrage                                          |                                                |                                                | Demi-finales                                       | Demi-finales                                       |  |  | Finale                                           | Finale                                           |
|  |                                                  |                                                  |                                                |                                                |                                                    |                                                    |  |  |                                                  |                                                  |
|  | le 19 juin 2015 au Forsyth Barr Stadium, Dunedin | le 19 juin 2015 au Forsyth Barr Stadium, Dunedin |                                                |                                                | le 27 juin 2015 au Sydney Football Stadium, Sydney | le 27 juin 2015 au Sydney Football Stadium, Sydney |  |  | le 4 juillet 2015 au Westpac Stadium, Wellington | le 4 juillet 2015 au Westpac Stadium, Wellington |
|  | le 19 juin 2015 au Forsyth Barr Stadium, Dunedin | le 19 juin 2015 au Forsyth Barr Stadium, Dunedin |                                                |                                                | le 27 juin 2015 au Sydney Football Stadium, Sydney | le 27 juin 2015 au Sydney Football Stadium, Sydney |  |  | le 4 juillet 2015 au Westpac Stadium, Wellington | le 4 juillet 2015 au Westpac Stadium, Wellington |
|  | le 19 juin 2015 au Forsyth Barr Stadium, Dunedin | le 19 juin 2015 au Forsyth Barr Stadium, Dunedin | [2] Waratahs                                   | 17                                             |                                                    |                                                    |  |  | le 4 juillet 2015 au Westpac Stadium, Wellington | le 4 juillet 2015 au Westpac Stadium, Wellington |
|  | [4] Highlanders                                  | 24                                               | [2] Waratahs                                   | 17                                             |                                                    |                                                    |  |  | le 4 juillet 2015 au Westpac Stadium, Wellington | le 4 juillet 2015 au Westpac Stadium, Wellington |
|  | [4] Highlanders                                  | 24                                               | [4] Highlanders                                | 35                                             |                                                    |                                                    |  |  | le 4 juillet 2015 au Westpac Stadium, Wellington | le 4 juillet 2015 au Westpac Stadium, Wellington |
|  | [5] Chiefs                                       | 14                                               | [4] Highlanders                                | 35                                             |                                                    |                                                    |  |  | le 4 juillet 2015 au Westpac Stadium, Wellington | le 4 juillet 2015 au Westpac Stadium, Wellington |
|  | [5] Chiefs                                       | 14                                               | le 27 juin 2015 au Westpac Stadium, Wellington | le 27 juin 2015 au Westpac Stadium, Wellington | [4] Highlanders                                    | 21                                                 |  |  |                                                  |                                                  |
|  | le 20 juin 2015 au Newlands Stadium, Le Cap      |                                                  | le 27 juin 2015 au Westpac Stadium, Wellington | le 27 juin 2015 au Westpac Stadium, Wellington | [4] Highlanders                                    | 21                                                 |  |  |                                                  |                                                  |
|  |                                                  | [1] Hurricanes                                   | le 27 juin 2015 au Westpac Stadium, Wellington | le 27 juin 2015 au Westpac Stadium, Wellington | 14                                                 |                                                    |  |  |                                                  |                                                  |
|  | [3] Stormers                                     | [1] Hurricanes                                   | le 27 juin 2015 au Westpac Stadium, Wellington | le 27 juin 2015 au Westpac Stadium, Wellington | 14                                                 | 19                                                 |  |  |                                                  |                                                  |
|  | [3] Stormers                                     | [6] Brumbies                                     | 9                                              |                                                |                                                    | 19                                                 |  |  |                                                  |                                                  |
|  | [6] Brumbies                                     | [6] Brumbies                                     | 9                                              | 39                                             |                                                    |                                                    |  |  |                                                  |                                                  |
|  | [6] Brumbies                                     | [1] Hurricanes                                   | 29                                             | 39                                             |                                                    |                                                    |  |  |                                                  |                                                  |
|  |                                                  | [1] Hurricanes                                   | 29                                             |                                                |                                                    |                                                    |  |  |                                                  |                                                  |

#### Barrages
| 20 juin 2015 19 h 35 UTC+12:00 | Highlanders | 24 – 14 | Chiefs                                                                          | Forsyth Barr Stadium, Dunedin Arbitre : Chris Pollock |
| 20 juin 2015 19 h 35 UTC+12:00 | Essai(s) : Waisake Naholo (24e, 43e) Transformation(s) : Lima Sopoaga 1/2 (44e) Pénalité(s) : Lima Sopoaga 4 (6e, 57e, 66e, 80e) |         | Essai(s) : Brodie Retallick (60e) Pénalité(s) : Andrew Horrell 3 (8e, 28e, 40e) | Forsyth Barr Stadium, Dunedin Arbitre : Chris Pollock |
| 20 juin 2015 19 h 35 UTC+12:00 | |         |                                                                                 | Forsyth Barr Stadium, Dunedin Arbitre : Chris Pollock |

| 20 juin 2015 17 h 05 UTC+02:00 | Stormers | 19 – 39 | Brumbies | Newlands Stadium, Cape Town Arbitre : Jaco Peyper |
| 20 juin 2015 17 h 05 UTC+02:00 | Essai(s) : Cheslin Kolbe (45e) Transformation(s) : Demetri Catrakilis 1 (46e) Pénalité(s) : Demetri Catrakilis 4 (13e, 34e, 49e, 60e) |         | Essai(s) : Joe Tomane (4e, 15e, 25e), Scott Sio (40e), Ita Vaea (63e), Jesse Mogg (79e) Transformation(s) : Christian Lealiifano 3 (26e, 40e, 64e) Pénalité(s) : Christian Lealiifano 1 (51e) Carton(s) jaune(s) : Scott Fardy (75e) Carton(s) rouge(s) : Henry Speight (48e) | Newlands Stadium, Cape Town Arbitre : Jaco Peyper |
| 20 juin 2015 17 h 05 UTC+02:00 | |         | | Newlands Stadium, Cape Town Arbitre : Jaco Peyper |

#### Demi-finales
| 27 juin 2015 19 h 35 UTC+12:00 | Hurricanes | 29 – 9 (12 - 3) | Brumbies                                          | Westpac Stadium, Wellington Arbitre : Glen Jackson |
| 27 juin 2015 19 h 35 UTC+12:00 | Essai(s) : J. Savea (20e), Perenara (27e), A. Savea (42e), Proctor (73e) Transformation(s) : Barrett (28e), Marshall 2 (43e, 74e) Pénalité(s) : Marshall (65e) |                 | Pénalité(s) : Mogg (40e), Leali'ifano 2 (49e,56e) | Westpac Stadium, Wellington Arbitre : Glen Jackson |
| 27 juin 2015 19 h 35 UTC+12:00 | |                 |                                                   | Westpac Stadium, Wellington Arbitre : Glen Jackson |

| 20 juin 2015 19 h 55 UTC+10:00 | Waratahs                                                                                               | 17-35 (14-15) | Highlanders | Sydney Football Stadium, Sydney Arbitre : Craig Joubert |
| 20 juin 2015 19 h 55 UTC+10:00 | Essai(s) : Horne (10e) Pénalité(s) : Foley 4 (22e, 30e, 36e, 50e) Carton(s) jaune(s) : Potgieter (57e) |               | Essai(s) : A. Smith (18e), Buckman (32e), Naholo (52e), de pénalité (57e), Osborne (78e) Transformation(s) : Sopoaga 2 (34e, 57e) Pénalité(s) : Sopoaga (4e) Drop(s) : Sopoaga (74e) | Sydney Football Stadium, Sydney Arbitre : Craig Joubert |
| 20 juin 2015 19 h 55 UTC+10:00 | |               | | Sydney Football Stadium, Sydney Arbitre : Craig Joubert |

#### Finale
(mt : 5 - 13)
Points marqués
- Hurricanes : 1 essai de Nonu (36e), 3 pénalités de Barrett (42e, 54e, 67e).
- Highlanders : 2 essais de Dixon (39e et Naholo 46e), 1 transformation de Sopoaga (40e), 2 pénalités de Sopoaga (5e, 29e), 1 drop de Banks (78e).

Évolution du score : 0-3, 0-6, 5-6, 5-11, 5-13, 8-13, 8-18, 11-18, 14-18, 14-21
Arbitre :  Jaco Peyper
Résumé
| Hurricanes Titulaires James Marshall 15 Nehe Milner-Skudder 14 (cap.) Conrad Smith 13 Ma'a Nonu 12 Julian Savea 11 Beauden Barrett 10 TJ Perenara 9 Victor Vito 8 Callum Gibbins 7 Brad Shields 6 James Broadhurst 5 Jeremy Thrush 4 Ben Franks 3 Dane Coles 2 Reggie Goodes 1 Remplaçants Motu Matu'u 16 Chris Eves 17 Jeffery Toomaga-Allen 18 Mark Abbott 19 Blade Thomson 20 Chris Smylie 21 Rey Lee-Lo 22 Matt Proctor 23 Entraîneur Chris Boyd |  |  |  | Highlanders Titulaires 15 Ben Smith (cap.) 14 Waisake Naholo 13 Malakai Fekitoa 12 Richard Buckman 11 Patrick Osborne 10 Lima Sopoaga 9 Aaron Smith 8 Nasi Manu 7 James Lentjes 6 Elliot Dixon 5 Mark Reddish 4 Alex Ainley 3 Josh Hohneck 2 Liam Coltman 1 Brendon Edmonds Remplaçants 16 Ash Dixon 17 Daniel Lienert-Brown 18 Ross Geldenhuys 19 Joe Wheeler 20 Gareth Evans 21 Shane Christie 22 Fumiaki Tanaka 23 Marty Banks Entraîneur Jamie Joseph |

## Résultats détaillés

### Saison régulière

#### Tableau synthétique
L'équipe qui reçoit est indiquée dans la colonne de gauche.
| Clubs         | BLU   | BRU   | BUL   | CHE   | CHI   | CRU   | HIG   | HUR   | LIO   | REB   | RED   | SHA   | STO   | WAR   | WES   |
| ------------- | ----- | ----- | ----- | ----- | ----- | ----- | ----- | ----- | ----- | ----- | ----- | ----- | ----- | ----- | ----- |
| Blues         |       | 16-14 | 23-18 |       | 18-23 | 11-34 | 7-44  | 5-29  | 10-13 |       |       |       |       |       | 41-24 |
| Brumbies      |       |       | 22-16 | 20-3  |       | 24-37 | 31-18 |       |       | 8-13  | 47-3  |       |       | 10-13 | 27-15 |
| Bulls         |       |       |       | 29-42 |       | 31-19 |       | 13-17 | 35-33 |       | 43-22 | 43-35 | 17-23 |       | 25-24 |
| Cheetahs      | 25-24 |       | 20-39 |       |       |       | 24-45 |       | 17-40 |       | 17-18 | 10-27 | 25-17 | 33-58 |       |
| Chiefs        | 23-16 | 19-17 | 34-20 | 37-27 |       | 40-16 | 17-20 | 13-21 |       |       |       |       |       |       | 35-27 |
| Crusaders     | 29-15 |       |       | 57-14 | 9-26  |       | 20-25 | 35-18 | 34-6  | 10-20 | 58-17 |       |       |       |       |
| Highlanders   | 30-24 |       |       |       | 36-9  | 20-26 |       | 13-20 |       |       | 20-13 | 48-15 | 39-21 | 26-19 |       |
| Hurricanes    | 30-23 |       |       |       | 22-18 | 29-23 | 56-20 |       |       | 36-12 |       | 32-24 | 25-20 | 24-29 |       |
| Lions         |       | 20-30 | 22-18 | 34-29 |       |       | 28-23 | 8-22  |       |       |       | 23-21 | 19-22 | 27-22 |       |
| Rebels        | 42-22 | 15-20 | 21-20 |       | 16-15 |       |       |       | 16-20 |       | 23-15 |       |       | 28-38 | 11-13 |
| Reds          |       | 0-29  |       |       | 3-24  |       |       | 19-35 | 17-18 | 46-29 |       | 14-21 |       | 5-23  | 18-6  |
| Sharks        |       |       | 10-17 | 29-35 | 12-11 | 10-52 |       |       | 29-12 | 25-21 |       |       | 34-12 |       | 15-9  |
| Stormers      | 27-16 | 25-24 | 15-13 | 42-12 | 19-28 |       |       |       | 19-19 | 31-15 |       | 29-13 |       |       |       |
| Waratahs      | 23-11 | 28-13 |       |       |       | 32-22 |       |       |       | 18-16 | 31-5  | 33-18 | 18-32 |       | 13-25 |
| Western Force |       | 20-33 |       | 15-24 |       |       | 3-23  | 13-42 |       | 17-21 | 10-32 |       | 6-13  | 18-11 |       |

|  | Victoire à domicile |  | Match nul |  | Défaite à domicile |

#### Détail des rencontres par journée
Les points marqués par chaque équipe sont inscrits dans les colonnes centrales (3-4) alors que les essais marqués sont donnés dans les colonnes latérales (1-6). Les points de bonus sont symbolisés par une bordure bleue pour les bonus offensifs (quatre essais inscrits), orange pour les bonus défensifs (défaite avec au plus sept points d'écart), rouge si les deux bonus sont cumulés.